# إميلي أكسفورد
إميلي أكسفورد (بالإنجليزية: Emily Axford)‏ هي ممثلة وكاتبة ومنتجة أمريكية. ولدت في 26 من يوليو سنة 1984 بـ ألباني، نيويورك، الولايات المتحدة.

## روابط خارجية
- إميلي أكسفورد على موقع IMDb (الإنجليزية)
- إميلي أكسفورد على موقع ميوزك برينز (الإنجليزية)
- إميلي أكسفورد على موقع كينوبويسك (الروسية)